# Гатище (Харьковская область)
Гати́ще (укр. Гатище) — село, Гатищенский сельский совет, Волчанский район, Харьковская область, Украина.
Является административным центром Гатищенского сельского совета, в который, кроме того, входят сёла Бугроватка, Огурцово и Прилипка.

## Географическое положение
Село Гатище находится на левом берегу реки Северский Донец в месте впадения в неё реки Волчья, выше по течению реки Волчья в 2-х км находится г. Волчанск, на противоположном берегу реки Северский Донец расположено село Огурцово, рядом с селом проходит железная дорога, ближайшие станции платформа Огурцово и Волчанск, вокруг села большие лесные массивы (сосна, дуб) с большим количеством пионерских лагерей и домов отдыха.
В двух км проходит граница с Россией.

## Происхождение названия
Название села происходит от слова «гать». Местность была болотистая и для того чтобы проехать в поле, делали «гати», то есть гатили дорогу.

## История
- 1695 — дата основания[1].
- 1749 — основано как хутор на землях графа Гендрикова.

С 1780 года — в составе Волчанского уезда Харьковской губернии.
В 1929 — крестьяне объединились в артель имени Харьковского горсовета.
В ходе Великой Отечественной войны в 1941—1943 гг. селение находилось под немецкой оккупацией.
- 1950 — это хозяйство объединилось в артель имени Чкалова с одноимённым колхозом.
- 1953 — образовался колхоз «Красное знамя».
- 1995 — село частично газифицировано.
- 1990 — сделана дорога с твердым покрытием.

После провозглашения независимости Украины здесь был оборудован автомобильный таможенный пост «Чугуновка» Харьковской таможни, который находится в зоне ответственности Харьковского пограничного отряда Восточного регионального управления ГПСУ.
Население по переписи 2001 года составляло 509 человек.

## Экономика
- В селе есть молочно-товарная ферма.
- Коммунальное предприятие «Волчанские очистные сооружения».
- «ДОНЕЦ», сельхозпредприятие.

## Объекты социальной сферы
- Гатищенская общеобразовательная школа І-ІІ ст.
- Фельдшерско-акушерский пункт.

## Достопримечательности
- Братская могила советских воинов. Похоронено 217 воинов.
- Поселения эпохи неолита раннесредневекового времени, эпохи бронзы, черняховской, роменской и салтовской культуры.